# Rupert Hollaus
Rupert Hollaus (Traisen, 4 de setembro de 1931 –– Monza, 11 de setembro de 1954)  foi um motociclista austríaco, campeão do mundo postumamente e vencedor do TT da Ilha de Man.
Hollaus é o único campeão austríaco do mundial de motovelocidade, e também o único campeão postumamente, após morrer durante os treinos do GP das Nações, disputado no autódromo de Monza, na Itália. O primeiro campeão austríaco de Fórmula 1, Jochen Rindt, se tornaria campeão em condições similares às de Hollaus, morrendo durante os treinos de Monza, e também sendo o único a conquistar o título postumamente. Além do título mundial, Hollaus também é vencedor do TT da Ilha de Man, e um dos apenas sete pilotos a terem conquistado a vitória em sua primeira corrida.

## Carreira

### Início no Mundial
Hollaus teve suas primeiras experiências na carreira aos 18 anos, com uma Moto Guzzi de 250cc preparada pelo seu pai, obtendo várias vitórias correndo na Itália e na Europa, antes de chegar no mundial de motovelocidade em 1952, quando disputou duas corridas pela Moto Guzzi nas 250cc, os GPs da Alemanha e das Nações, ocorrido na Itália. Ainda disputaria mais uma corrida pela equipe em 1953, conquistando seus primeiros pontos, antes de trocar a Guzzi pela equipe de fábrica da NSU, e disputar a última etapa da temporada nas 125cc, obtendo seu primeiro pódio, com o terceiro lugar no GP da Espanha.

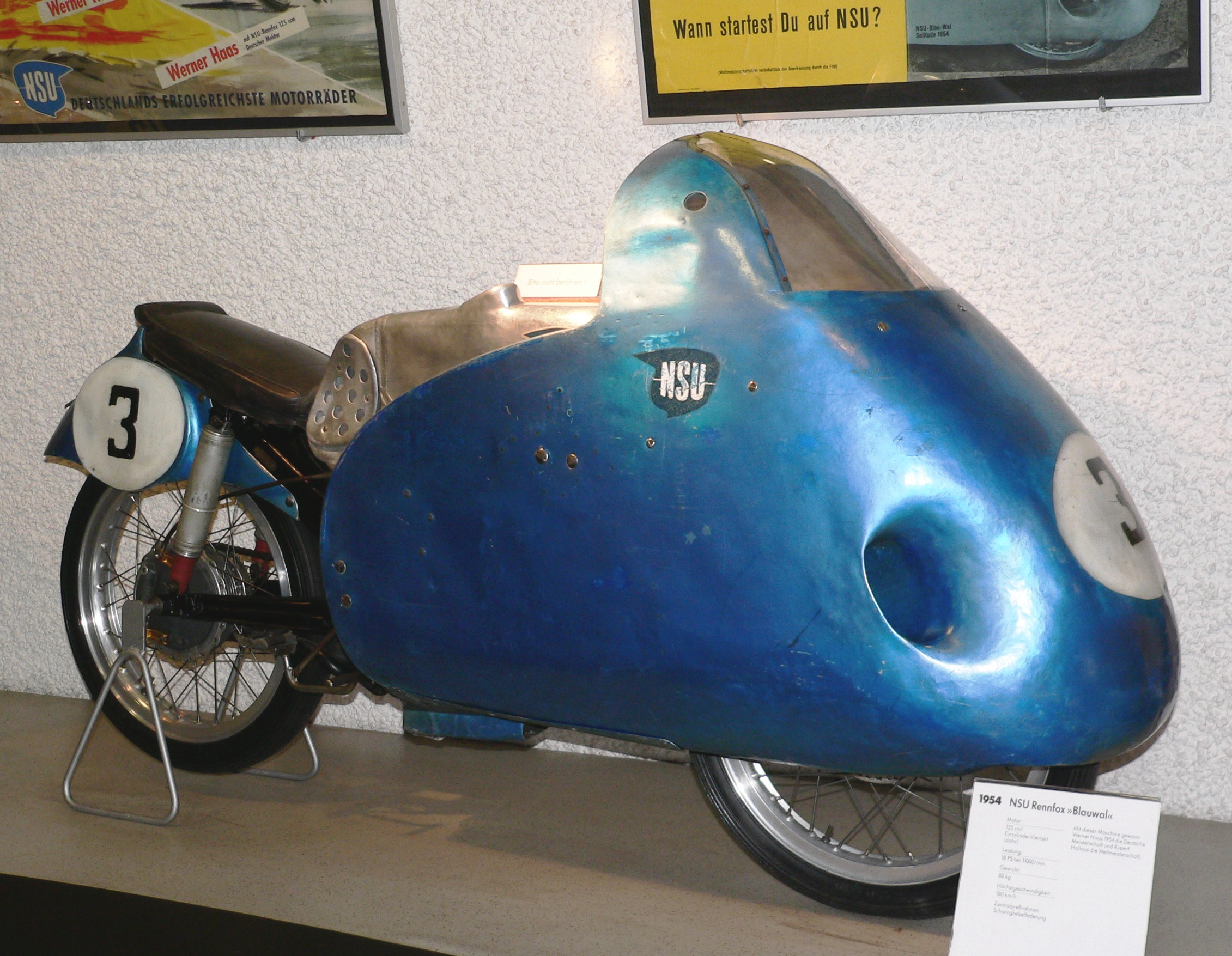
A NSU de 125 cm³ conhecida como Blauwal da temporada de 1954, que terminou com o título de Hollaus.

### 1954

#### 250cc
Para 1954, Hollaus iniciou o campeonato nas 125cc e 250cc pela equipe da NSU. Em sua primeira corrida válida pelo campeonato, nas 250cc, terminou em terceiro no GP da França, atrás de seu companheiro de equipe, Werner Haas, então atual campeão da categoria, assim como das 125cc, após obter a dobradinha do ano anterior, em apenas sua segunda temporada no mundial, que tornaria Haas o primeiro campeão alemão na história da competição. Hollaus ficaria em segundo nas três (de quatro, não tendo participado de Ulster) outras corridas que disputou na categoria, todas para seu companheiro Haas. A única corrida que viria a vencer na categoria seria o GP da Suíça, quando não contou com seu companheiro, que já tinha conquistado o título. Apesar da dominância de Haas, Hollaus ficou apenas seis pontos atrás na tabela (nas 125cc, Haas ficaria 21 pontos atrás de Hollaus), e terminou com o vice-campeonato.

#### 125cc
Já em sua primeira corrida válida pelas 125cc, disputando o TT da Ilha de Man, Hollaus venceu, após uma grande disputa com Carlo Ubbiali, que chegou apenas quatro segundos atrás (o terceiro colocado, Cecil Sandford, chegou quase quatro minutos e meio depois), e se tornou o primeiro austríaco a vencer uma corrida do mundial, assim como num dos até hoje apenas sete pilotos a vencerem a prestigiosa corrida em sua primeira (e única) tentativa. Na corrida seguinte, venceria o tradicional GP de Ulster, o mesmo resultado ocorrendo nas duas corridas seguintes, dos Países Baixos e da Alemanha. Para a quinta das seis corridas das 125cc no ano, o GP de Monza, Hollaus acabou morrendo por conta de um acidente durante os treinos para a corrida. Por conta de sua dominância nas quatro primeiras corridas, Hollaus terminou como campeão, postumamente, se tornando o primeiro, e até hoje, o único campeão de motovelocidade austríaco. As mesmas condições seriam vistas com o primeiro campeão austríaco de Fórmula 1, Jochen Rindt, que também conquistou o seu único título mundial postumamente, após morrer durante o campeonato de 1970, também durante os treinos do GP de Monza, também ocorrido em setembro.

### Pós
Após a morte de Hollaus, a NSU resolveu se retirar das competições como equipe de fábrica - o que também acabou ocasionando o fim da carreira de Haas -, com um impecável histórico de 24 vitórias em 24 GPs. A marca NSU ainda continuaria no campeonato através de competidores privados, como Hermann Paul Müller, um dos ex-companheiros de Hollaus, que acabou vencendo o título de 1955 nas 250cc sem o suporte da fábrica. A morte de Hollaus também acabaria sendo a primeira de uma série de quatro dentro de um espaço de dois anos envolvendo a NSU. Pouco depois de Hollaus, Gustav Baumm morreu em 1955, em Nürburgring; Hans Baltisberger em 1956, em Brno; e seu ex-companheiro Haas em um acidente aéreo, também em 1956. Sua ex-equipe, a Moto Guzzi também se retirou das competições após a morte de Hollaus, apoiada pela falta de sucesso da equipe no campeonato. Hollaus também receberia o prêmio de personalidade esportiva austríaca do ano de 1954 postumamente.

## Resultados no Mundial
(Sistema de pontuação entre 1951 e 1955)
| Posição   | 1 | 2 | 3 | 4 | 5 | 6 |
| Pontuação | 8 | 6 | 4 | 3 | 2 | 1 |

(Chave) (Corridas em itálico indicam Volta Rápida)
| Ano  | Classe | Equipe     | 1     | 2     | 3     | 4     | 5     | 6      | 7     | 8     | Pontos | Posição | Vitórias |
| ---- | ------ | ---------- | ----- | ----- | ----- | ----- | ----- | ------ | ----- | ----- | ------ | ------- | -------- |
| 1952 | 250cc  | Moto Guzzi | SUI - | IOM - | NED - | ALE 9 | ULS - | ITA 17 |       |       | 0      | —       | 0        |
| 1953 | 125cc  | NSU        | IOM - | NED - | ALE - | ULS - |       | ITA -  | ESP 3 |       | 4      | 9°      | 0        |
| 1953 | 250cc  | Moto Guzzi | IOM - | NED - | ALE 6 | ULS - | SUI - | ITA -  | ESP - |       | 1      | 15°     | 0        |
| 1954 | 125cc  | NSU        |       | IOM 1 | ULS 1 | NED 1 | ALE 1 |        | ITA - | ESP - | 32     | 1°      | 4        |
| 1954 | 250cc  | NSU        | FRA 3 | IOM 2 | ULS - | NED 2 | ALE 2 | SUI 1  | ITA - |       | 26     | 2°      | 1        |